# Milica Jovanović
Milica Jovanović (en monténégrin : Mилићa Joвaнoвић), née le 14 août 1989 à Nikšić (République fédérative socialiste de Yougoslavie), est une joueuse de basket-ball monténégrine.

## Biographie
Elle dispute une partie de la saison 2020-2021 en Turquie à Izmit Belediyespor (11,6 points dont 45,7% à 3-points, 4 rebonds et 1,3 passe pour 10,1 d'évaluation en 28 minutes en 7 rencontres d'Euroligue). Alors que le club est avant-dernier et joue le maintien (4 victoires en 17 rencontres), elle signe en mars 2021 pour le club français de Nantes Rezé pour suppléer la blessure d'Ify Ibekwe

## Palmarès
- Médaille d'argent championnat d'Europe U16 (2004)